# Hartenholm
Hartenholm är en Gemeinde i Kreis Segeberg i det tyska förbundslandet Schleswig-Holstein. Hartenholm, som för första gången omnämns i ett dokument från år 1634, har cirka 2 000 invånare.
Kommunen ingår i kommunalförbundet Amt Kaltenkirchen-Land tillsammans med ytterligare fem kommuner.